# Rudoph von Willemoes-Suhm
Rudolf von Willemoes-Suhm (Glückstadt, 11 de septiembre de 1847 - Tahití, 13 de septiembre de 1875) fue un naturalista, y explorador alemán, que sirvió a bordo de la Expedición Challenger.
Willemoes-Suhm era originario de Glückstadt, Schleswig-Holstein. Empezó estudios de Derecho en la Universidad de Bonn, para luego abandonarlos, y dejar Bonn, para estudiar zoología en la de Múnich con el profesor Carl von Siebold. A comienzos de abril de 1869, Willemoes-Suhm estudia en la Universidad de Gotinga, obteniendo allí su doctorado.
En 1870, se traslada a Kiel, donde se encuentra con el profesor Karl von Kupffer, y allí recogió especímenes en la bahía de Kiel, analizándolos para así obtener su habilitación. En 1871, Willemoes-Suhm es docente en la Universidad de Múnich.
En 1872, está a bordo del Phønix en la Expedición Danesa Faeroer, describiendo vertebrados y Polychaeta de las islas Feroe. El Phønix amarró en Leith, y estando en Edimburgo, Willemoes-Suhm se encuentra con Charles Wyville Thomson, que lideraría a la Expedición Challenger más tarde en ese mismo año.
Willemoes-Suhm se unió a la Challenger al último minuto, trabajando en el descubrimiento e identificación de crustáceos.
Falleció el 13 de septiembre de 1875, durante jornadas exploratorias de Hawái a Tahití, y fue sepultado en el mar, luego de una breve enfermedad con erisipela.

## Algunas publicaciones
- Challenger-Briefe. 1872-1875. doi:10.5962/bhl.title.1777
- Biologische Beobachtungen über Niedere Thiere. 1871
- Ueber einige Trematoden und Nemathelminthen. 1870
- Ueber Coelacanthus und einige verwandte Gattungen. 1867
- Zahlreiche Veröffentlichungen in der Fachzeitschrift „Der zoologische Garten“

## Eponimia
Género de crustáceos
- Willemoesia
- Isla Suhm, Royal Sound, Archipiélago Kerguelen, que se trazó por primera vez en el viaje del H.M.S. Challenger.[6] Fue galardonado con la Medalla Challenger como reconocimiento póstumo.[7]

## Literatura
- Rudolf von Willemoes-Suhm; publicado y editado por Gerhard Müller: Zum Tiefsten Punkt der Weltmeere. Thienemann Edition Erdmann, Stuttgart 1984, ISBN 978-3-86503-216-4
- G. G. Winkel: Biographisches Corpsalbum der Borussia zu Bonn 1821-1928. Aschaffenburg 1928